# Eancé
Eancé est une commune française située dans le département d'Ille-et-Vilaine en région Bretagne, peuplée de 430 habitants.

## Géographie

### Communes limitrophes
| Forges-la-Forêt   | Chelun            | La Rouaudière Mayenne                   |
| Martigné-Ferchaud | Eancé             | Senonnes Mayenne                        |
|                   | Martigné-Ferchaud | Pouancé (Ombrée d'Anjou) Maine-et-Loire |

### Hydrographie
Pour un article plus général, voir Réseau hydrographique d'Ille-et-Vilaine.
La commune est située dans le bassin Loire-Bretagne. Elle est drainée par le Semnon, le Masse, le Roches et les Caves,,.
Le Semnon, d'une longueur de 73 km, prend sa source dans la commune de Saint-Erblon et se jette  dans la Vilaine à Saint-Senoux, après avoir traversé 20 communes. 
Un plan d'eau complète le réseau hydrographique : l'étang de la Forge, d'une superficie totale de 62 ha (1,03 ha sur la commune),.

### Climat
Pour des articles plus généraux, voir Climat de la Bretagne et Climat d'Ille-et-Vilaine.
En 2010, le climat de la commune est de type climat océanique altéré, selon une étude du CNRS s'appuyant sur une série de données couvrant la période 1971-2000. En 2020, Météo-France publie une typologie des climats de la France métropolitaine dans laquelle la commune est exposée à un climat océanique et est dans la région climatique  Bretagne orientale et méridionale, Pays nantais, Vendée, caractérisée par une faible pluviométrie en été et une bonne insolation. Parallèlement l'observatoire de l'environnement en Bretagne publie en 2020 un zonage climatique de la région Bretagne, s'appuyant sur des données de Météo-France de 2009. La commune est, selon ce zonage, dans la zone « Sud Est », avec des étés relativement chauds et ensoleillés.  
Pour la période 1971-2000, la température annuelle moyenne est de 11,5 °C, avec une amplitude thermique annuelle de 13,5 °C. Le cumul annuel moyen de précipitations est de 768 mm, avec 12,9 jours de précipitations en janvier et 6,8 jours en juillet. Pour la période 1991-2020, la température moyenne annuelle observée sur la station météorologique la plus proche, située sur la commune d'Ombrée d'Anjou à 10 km à vol d'oiseau, est de 12,4 °C et le cumul annuel moyen de précipitations est de 724,2 mm,. Pour l'avenir, les paramètres climatiques de la commune estimés pour 2050 selon différents scénarios d'émission de gaz à effet de serre sont consultables sur un site dédié publié par Météo-France en novembre 2022.

## Urbanisme

### Typologie
Au 1er janvier 2024, Eancé est catégorisée commune rurale à habitat très dispersé, selon la nouvelle grille communale de densité à sept niveaux définie par l'Insee en 2022.
Elle est située hors unité urbaine et hors attraction des villes,.

### Occupation des sols
L'occupation des sols de la commune, telle qu'elle ressort de la base de données européenne d'occupation biophysique des sols Corine Land Cover (CLC), est marquée par l'importance des territoires agricoles (98,1 % en 2018), en diminution par rapport à 1990 (100 %). La répartition détaillée en 2018 est la suivante : 
terres arables (47,9 %), zones agricoles hétérogènes (41,4 %), prairies (8,8 %), zones urbanisées (1,8 %). L'évolution de l'occupation des sols de la commune et de ses infrastructures peut être observée sur les différentes représentations cartographiques du territoire : la carte de Cassini (XVIIIe siècle), la carte d'état-major (1820-1866) et les cartes ou photos aériennes de l'IGN pour la période actuelle (1950 à aujourd'hui).

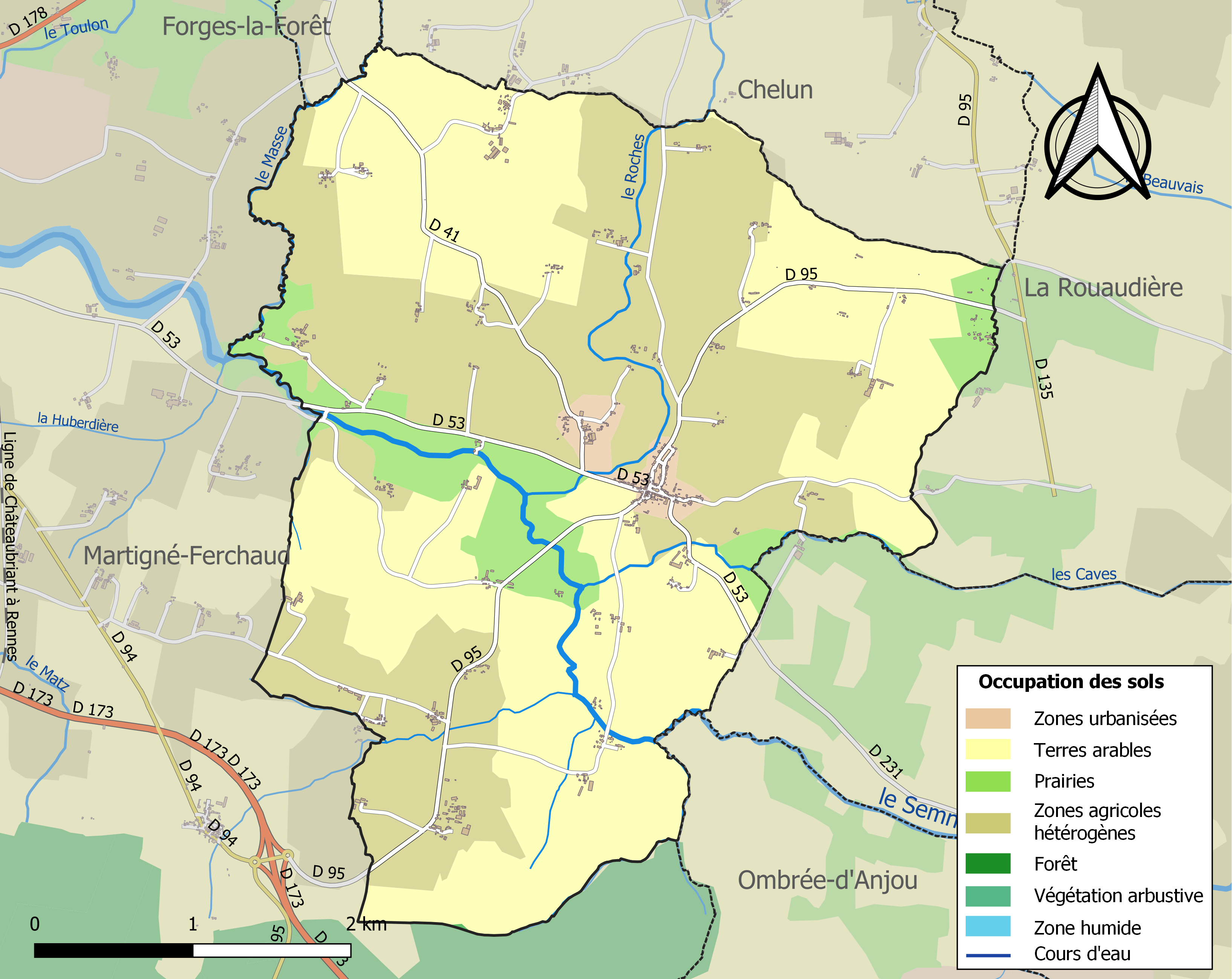
Carte des infrastructures et de l'occupation des sols de la commune en 2018 (CLC).

## Toponymie
Le nom de la localité est attesté sous les formes Ecclesia de Aienciaco en 1108, Eenceium en 1197, Eanceyum en 1516.
Le nom de la commune en gallo est Yancë prononcé [jɑ̃sə].

## Histoire

### LeXIXesiècle
En 1874, 149 habitants des communes de Taillis, Champeaux, Marpiré, Saint-Christophe et Eancé signent une pétition à l'Assemblée nationale suppliant les députés de proclamer comme roi légitime Henri V.

## Héraldique
| Blason de Eancé | Blason  | D'azur à gerbe de blé d'or, liée de gueules; au chef d'argent chargé de deux flèches de sinople passées en sautoir et traversant un annelet de sable en cœur. |
| Blason de Eancé | Détails | Le statut officiel du blason reste à déterminer. |

## Politique et administration

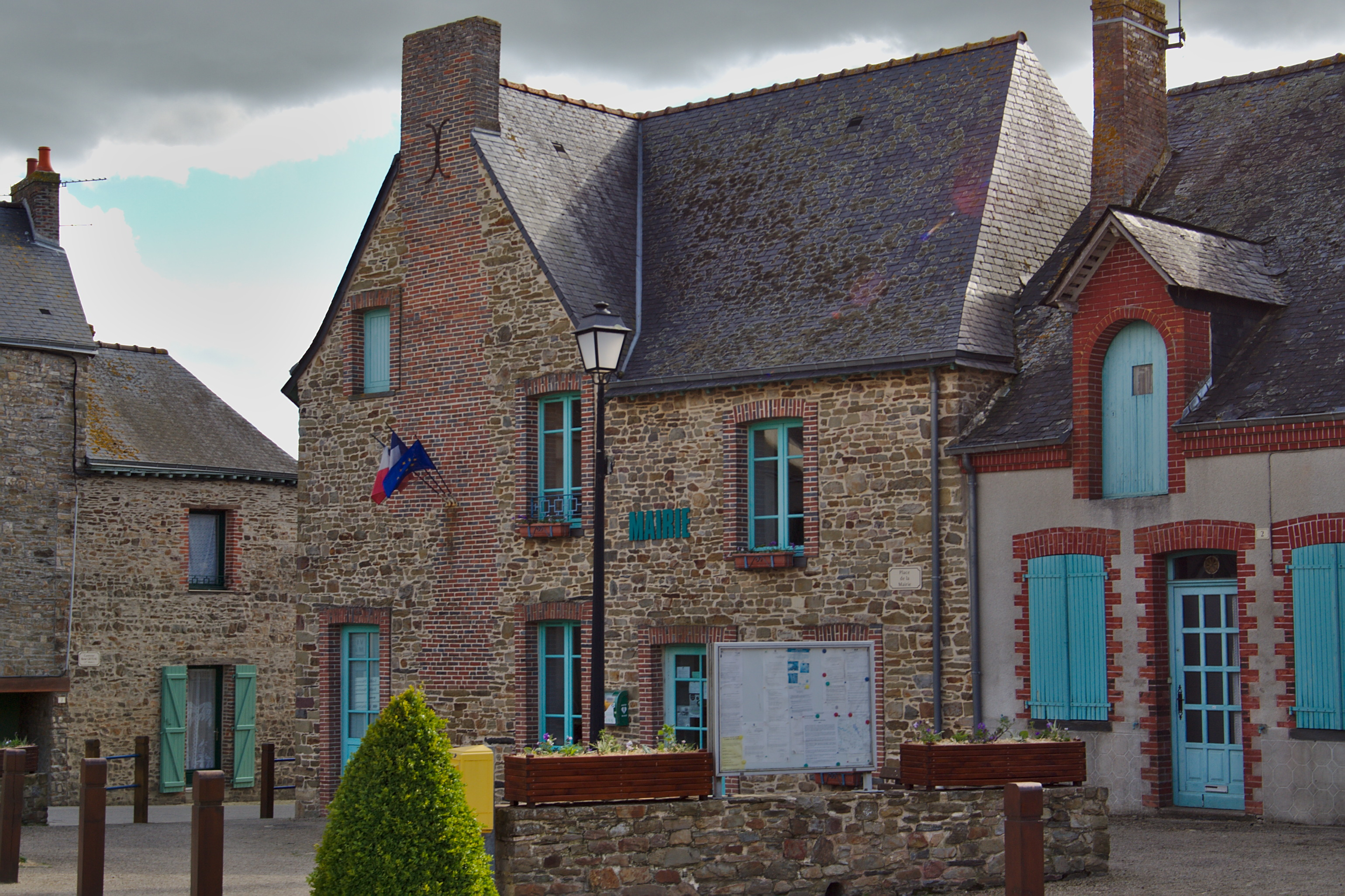
La mairie.

| Période                                  | Période     | Identité           | Étiquette | Qualité     |
| ---------------------------------------- | ----------- | ------------------ | --------- | ----------- |
| 1928                                     | 1955        | Louis Valais       | MRP       | Cultivateur |
| mars 1986                                | juin 1995   | Auguste Montharoul |           | Cultivateur |
| juin 1995                                | 26 mai 2020 | Henri Valais       | DVD-LR    | Retraité    |
| 26 mai 2020                              | En cours    | Raymond Soulas     | DVD       | Agriculteur |
| Les données manquantes sont à compléter. |             |                    |           |             |

## Démographie
L'évolution du nombre d'habitants est connue à travers les recensements de la population effectués dans la commune depuis 1793. Pour les communes de moins de 10 000 habitants, une enquête de recensement portant sur toute la population est réalisée tous les cinq ans, les populations de référence des années intermédiaires étant quant à elles estimées par interpolation ou extrapolation. Pour la commune, le premier recensement exhaustif entrant dans le cadre du nouveau dispositif a été réalisé en 2005.
En 2022, la commune comptait 430 habitants, en évolution de +5,91 % par rapport à 2016 (Ille-et-Vilaine : +5,46 %, France hors Mayotte : +2,11 %).
| 1793  | 1800  | 1806  | 1821  | 1831  | 1836  | 1841  | 1846  | 1851  |
| ----- | ----- | ----- | ----- | ----- | ----- | ----- | ----- | ----- |
| 1 178 | 1 077 | 1 094 | 1 218 | 1 179 | 1 133 | 1 033 | 1 018 | 1 086 |

| 1856  | 1861  | 1866  | 1872  | 1876  | 1881  | 1886  | 1891  | 1896 |
| ----- | ----- | ----- | ----- | ----- | ----- | ----- | ----- | ---- |
| 1 110 | 1 138 | 1 093 | 1 034 | 1 004 | 1 015 | 1 023 | 1 095 | 996  |

| 1901 | 1906 | 1911 | 1921 | 1926 | 1931 | 1936 | 1946 | 1954 |
| ---- | ---- | ---- | ---- | ---- | ---- | ---- | ---- | ---- |
| 930  | 895  | 835  | 760  | 747  | 743  | 739  | 693  | 654  |

| 1962 | 1968 | 1975 | 1982 | 1990 | 1999 | 2005 | 2006 | 2010 |
| ---- | ---- | ---- | ---- | ---- | ---- | ---- | ---- | ---- |
| 634  | 568  | 466  | 387  | 336  | 338  | 346  | 349  | 400  |

| 2015 | 2020 | 2022 | - | - | - | - | - | - |
| ---- | ---- | ---- | - | - | - | - | - | - |
| 405  | 428  | 430  | - | - | - | - | - | - |

## Lieux et monuments
- Église Saint-Martin.